# Martín Rodríguez (tennista)
Martín Rodríguez (Córdoba, 18 dicembre 1969) è un allenatore di tennis ed ex tennista argentino.

## Carriera
In carriera ha vinto 6 titoli di doppio. Nei tornei del Grande Slam ha ottenuto il suo miglior risultato raggiungendo le semifinali di doppio agli Australian Open nel 2003 e nel 2004, e di doppio misto sempre agli Australian Open nel 2004.
In Coppa Davis ha disputato una sola partita, ottenendo nell'occasione una sconfitta.

## Statistiche

### Doppio

#### Vittorie (6)
| Numero | Anno | Torneo                                       | Superficie  | Compagno          | Avversari in finale            | Punteggio      |
| 1.     | 2002 | Movistar Open, Viña del Mar                  | Terra rossa | Gastón Etlis      | Lucas Arnold Ker Luis Lobo     | 6-3, 6-4       |
| 2.     | 2002 | ATP Buenos Aires, Buenos Aires               | Terra rossa | Gastón Etlis      | Simon Aspelin Andrew Kratzmann | 3-6, 6-3, 10-4 |
| 3.     | 2003 | TD Waterhouse Cup, Long Island               | Cemento     | Robbie Koenig     | Martin Damm Cyril Suk          | 6–3, 7–6       |
| 4.     | 2004 | Open de Tenis Comunidad Valenciana, Valencia | Terra rossa | Gastón Etlis      | Feliciano López Marc López     | 7-5, 7-6       |
| 5.     | 2005 | Open de Tenis Comunidad Valenciana, Valencia | Terra rossa | Fernando González | Lucas Arnold Ker Mariano Hood  | 6-4, 6-4       |
| 6.     | 2005 | Pilot Pen Tennis, New Haven                  | Cemento     | Gastón Etlis      | Rajeev Ram Bobby Reynolds      | 6–4, 6–3       |